# John Moore (anarkist)
John Moore, född 1957, död 27 oktober 2002, var en brittisk anarkist och universitetslärare. Han var medlem av Anarchist Research Group i London under 1980-talet, och som bland annat skrev med anknytning till anarko-primitivism. Vid sin död var han verksam som lärare i kreativt skrivande vid University of Luton.